# Holger Hott Johansen
Holger Hott Johansen (8 aprile 1974) è un orientista norvegese.

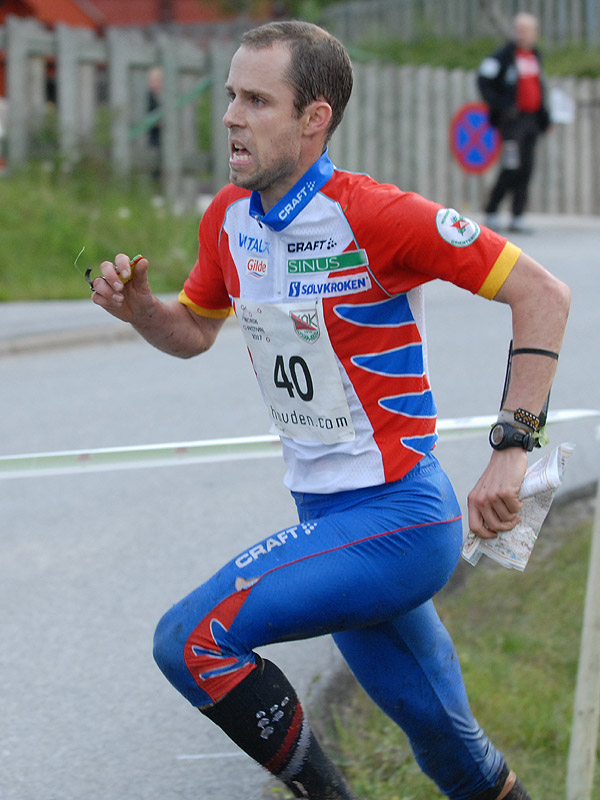

Ha vinto due medaglie di bronzo nei singoli a lunga distanza nei campionati mondiali nel 2004 e 2005. Egli faceva parte del team norvegese di staffetta che ha vinto l'oro nei campionati mondiali in Giappone nel 2005. Ha anche vinto la coppa del mondo a staffetta nel 2004.
Nell'agosto 2006 ha vinto il suo primo titolo individuale dei campionati mondiali, quando ha conquistato l'oro nella media distanza ai mondiali di Århus.
Egli ha gareggiato per Kristiansand Orienteering Club, ed è stato in precedenza con gruppi quali IF Trauma, IL Express, IL Imås, IFK Lidingö, Bækkelaget Sportsklubb.
Egli è anche un ingegnere civile (suono/acustica).
È sposato con la canadese Sandy Hott. Nella primavera del 2007 hanno deciso di cambiare il loro cognome da Hott Johansen a semplicemente Hott, semplice da pronunciare. Avevano pensato a questo cambio di nome a lungo, infine, hanno deciso di farlo prima del loro primo figlio nato nel giugno del 2007.

## Titoli minori
- Medaglia d'argento - Nordic masters - Media distanza - 2005
- Medaglia d'argento - Nordic masters - Media distanza - 2003
- Medaglia di bronzo - Nordic masters - Media distanza - 2001
- Medaglia di bronzo - Nordic masters - Lunga distanza - 2005
- Quattro medaglie d'oro nel Campionato nazionale individuale
- Tre medaglie d'argento sempre nel Campionato nazionale individuale
- Una medaglia di bronzo nel Campionato nazionale individuale
- Quattro medaglie d'oro nel Campionato nazionale staffetta
- Una medaglia d'argento nel Campionato nazionale staffetta
- Due medaglie di bronzo sempre nel Campionato nazionale staffetta